# Lesbofeminismo
O lesbofeminismo é uma proposta teórica e prática do feminismo cuja principal contribuição é o entendimento da heterossexualidade como um regime político e não como uma preferência, prática, orientação ou opção sexual. A partir desta análise, gerou-se o conceito heteropatriarcado, que faz referência ao que o sistema patriarcal se sustenta mediante a heterossexualidade. O lesbofeminismo retoma conceitos e contribuições do feminismo lésbico branco ocidental, e muitas autoras incorporam uma análise descolonial, antirracista, antimilitarista e de classe.

## História
O lesbofeminismo retoma contribuições do feminismo lésbico de autoras europeias e brancas como Monique Wittig, Adrienne Rich, Charlotte Bunch, Sheila Jeffreys e também afro-americanas como Cheryl Clarke e Audre Lorde, entre outras, que analisavam o sistema patriarcal como sustentado na heterossexualidade obrigatória. Em suas análises, a heterossexualidade seria um componente coercitivo para as mulheres, fundamental para sustentar o sistema patriarcal de exploração das mesmas por parte dos homens.
No entanto, o lesbofeminismo questiona o sistema-mundo patriarcal, heterossexual, colonial e racista como um todo, incorporando além disso, em algumas regiões, críticas à gordofobia, ao adultocentrismo ou ao edadismo. Das teóricas mais importantes em provocar estas reflexões estão Ochy Curiel Pichardo, feminista lésbica, antirracista e descolonial dominicana que analisa a heterossexualidade como uma forma de organização social patriarcal em seu livro "A Nação Heterossexual", e Yan María Yaoyólotl Castro, que desde os sessenta escrevia que o lesbianismo é uma postura política e não uma mera orientação sexual.
No final dos setenta, suscitou-se uma ruptura com o movimento heterofeminista latino-americano que colocava à margem as questões lésbicas e considerava que o lesbianismo era um assunto privado e não um posicionamento feminista que questionava a estrutura de poder heterossexual, o qual deu como resultado que se organizasse em México em 1987 o primeiro Encontro Autônomo Lésbico Feminista, que reuniu lesbofeministas e feministas de diferentes regiões para discutir práticas, linhas de pensamento, reflexões, conceitos e teorias articuladas em sua experiência contra o heteropatriarcado. A partir de 2011, modificou-se o nome para "Encontro Lésbico Feminista de Abya Yala", incorporando uma visão descolonial. Atualmente, existe muita produção teórica lesbofeminista que incorpora diferentes perspectivas segundo seu contexto de produção, ainda que este conhecimento e proposta política sigam sendo marginalizados e invisibilizados, inclusive por outras pensadoras do movimento feminista.

## Encontros Lésbicos Feministas
Os Encontros Lésbicos Feministas, que são encontros autônomos e auto geridos organizados por feministas lésbicas de todas as regiões da América Latina e Caribe, têm ocorrido a cada dois anos em diferentes países da região desde 1987 até 2014. Os Encontros que se realizaram foram os seguintes:
1. 1987. México
2. 1990. Costa Rica
3. 1992. Porto Rico
4. 1995. Argentina
5. 1999. Brasil
6. 2004. México
7. 2007. Chile
8. 2010. Guatemala
9. 2012. Bolívia
10. 2014. Colômbia